# Campeonato Europeo de Tiro de 2026
El XLII Campeonato Europeo de Tiro se celebrará en Osijek (Croacia) entre el 1 y el 21 de mayo de 2026 bajo la organización de la Confederación Europea de Tiro (ESC) y la Federación Croata de Tiro Deportivo.